# Љубав, вера, нада (ТВ серија)
Љубав, вера, нада (тур. Yer gök aşk) турска је телевизијска серија, снимана од 2010. до 2013.
У Србији је од 2014. до 2016. емитована на телевизији Прва.

## Радња
Прича прати наследника богате породице Ханџиоглу, атрактивног ломитеља женских срца, Јусуфа и две прелепе сестре. Једна је помало дивља, пуна поноса, а друга је благе нарави, препуна туге због губитка детета. Готово да сестре Хава и Топрак немају ништа заједничко, осим несвакидашње лепоте и мушкарца кога обе желе – згодног и имућног наследника породице Ханџиоглу.
Јусуф је богат, успешан, маркантан, вредан и снажан. Он је најстарији син, води породичне послове и одговоран је за целу породицу. Као имућан и згодан мушкарац на мети је бројних жена које желе да му постану супруге, али Јусуф жели да ожени ону коју заиста воли.
Живот породице Ханџиоглу из темеља се мења када премине мајка Јусуфовог ванбрачног детета. Јусуфова мајка Хамијет проналази дојиљу која ће се бринути о њеном унуку. С обзиром да је Топрак изгубила ћерку, она постаје Хамијетин избор за бригу о њеном унуку. Иако Топрак најпре не жели да брине о другом детету, после неког времена ипак пристаје да остане у породици Ханџиоглу. Старија Топракина сестра, Хава, такође долази у кућу ове породице како би помогла сестри. Хава је опчињена богатством Ханџиоглувих, па ће свим силама покушати да заведе Јусуфа. Како би га привукла, Хава не преже ни пред чим, а често користи и своју сестру само како би му се што више приближила и запала му за око. Јусуф се налази између две прелепе сестре, једне која је толико драга и невина, те друге која му је изузетно привлачна.

## Ликови
- Хава Карагул (Бирче Акалај) - Ћерка Ремзија и Шереф. Одрасла је у селу Гулачан у Кападокији. Прележала је као мала дечју парализу и мајка је морала да је испише из школе. С годинама, својом интелигенцијом и трудом Хава успева да научи да пише и чита, али то што није ишла у школу за њу остаје отворена рана. Хава је одувек желела моћног мушкарца. Један мушкарац у селу скреће јој пажњу. То је Џунејт, који се лудо заљубљује у њу. Када јој је брат умро, Хава је схватила да смрт односи и оне које јако волимо и због тога никада никоме не изјављује љубав.

- Јусуф Ханџиоглу (Мурат Уналмиш) - Има 35 година. Син јединац најбогатије породице Ханџиоглу у Кападокији. Паметан, миран човек с оштрим погледом. Харизматичан је и већ на први поглед опчињава људе. Увек је главни, иако му то није намера. Његова амбиција и пословне способности учиниле су да породица Ханџиоглу постане најбогатија у тој регији. Девојка Гулсум остаће са њим трудна. Родиће му дете, али ће на порођају умрети.

- Топрак Карагул Илгаз (Селен Сојдер) - Хавина сестра, Ситкијева жена. Мајка јој је дала име Топрак, што значи земља, јер је желела да и она буде продуктивна и дарежљива као мајка природа. Топрак се увек дивила Хавиној лепоти и памети. Што год да је учинила, никад није могла бити као Хава. Удала се за Ситкија, који је првобитно желео Хаву за жену, и родила му ћерку Назли. Међутим, ћеркина смрт биће највећа трагедија која ће је задесити.

## Сезоне
| Сезона | Сезона | Број епизода (н / и)             | Приказивање у Турској                 | Приказивање у Србији                     |
| ------ | ------ | -------------------------------- | ------------------------------------- | ---------------------------------------- |
|        | 1      | 43 / 110 (1 — 43) / (1 — 110)    | 9. август 2010 — 13. јун 2011. ()     | 21. јул 2014 — 23. јануар 2015. (Прва)   |
|        | 2      | 42 / 109 (44 — 85) / (111 — 219) | 15. август 2011 — 18. јун 2012. ()    | 23. јануар 2015 — 5. август 2015. (Прва) |
|        | 3      | 37 / 95 (86 — 122) / (220 — 314) | 10. септембар 2012 — 27. мај 2013. () | 6. август 2015 — 22. јануар 2016. (Прва) |

## Улоге
| Глумац:                | Улога:                 |
| ---------------------- | ---------------------- |
| Бирче Акалај           | Хава Карагул Ханџиоглу |
| Мурат Уналмиш          | Јусуф Ханџиоглу        |
| Селен Сојдер           | Топрак Карагул Илгаз   |
| Тувана Туркај          | Баде Палали Ханџиоглу  |
| Канболат Горкем Арслан | Мехмет Ханџиоглу       |
| Емир Бендерлиоглу      | Јилмаз Ханџиоглу       |
| Ишил Јуџесој           | Хамијет Ханџиоглу      |
| Левенд Јилмаз          | Хасан Ханџиоглу        |
| Ајшегул Гунај          | Султан Јешилјурт       |
| Бурак Хаки             | Али Омер Нарли         |
| Мелиса Асли Памук      | Севда Нарли            |
| Селма Кутлуг           | Шереф Карагул          |
| Улви Алаџакаптан       | Ремзи Карагул          |
| Ремиз Еврен            | Решит                  |
| Ипек Ердем             | Муневер Ханџиоглу      |
| Севинч Гедикташ        | Сезер Палали           |
| Шахин Ергунеј          | Џелал Палали           |
| Толга Сала             | Јигит Јешилјурт        |
| Фирдевс Вудул          | Пинар                  |
| Ерхан Дуран            | Мурат                  |
| Киванч Килинч          | Ситки Енгин            |
| Толгахан Сајишман      | Чинар Илгаз            |
| Серенај Сарикаја       | Јешим Илгаз            |